# 8284 Cranach
8284 Cranach eller 1991 TT13 är en asteroid i huvudbältet som upptäcktes den 8 oktober 1991 av den tyske astronomen Freimut Börngen vid Tautenburg-observatoriet. Den är uppkallad efter den tyske målaren Lucas Cranach den äldre.
Asteroiden har en diameter på ungefär 20 kilometer.